# Битва під Заславом (1649)
Битва під Заславом — відбулася в травні 1649 року між козацькими військами, що обороняли захоплене місто і коронним військом. З цією битвою пов'язаний найвідоміший у зв'язку з відьомством епізод Хмельниччини.

## Хід бою
В травні 1649 року недалеко від Острога відбувався збір польських військ під керівництвом реґіментаря — виконуючого обов'язки коронного гетьмана Анджея Фірлея. 22 травня сенатська рада вирішила дислокувати коронний табір між Старокостянтиновом і річкою Горинню, надавши Анджею Фірлею право діяти на власний розсуд. Розпочав мобілізацію військ і Богдан Хмельницький. Збір козацьких військ планувався під Старокостянтиновом. 22-29 травня коронне військо перебувало в Межирічах. В той же час, виконуючи наказ Хмельницького, з Любартова до переправи через Горинь під Заславом вирушили два полки народного ополчення під керівництвом Івана Донця. Отримавши звістку про наближення козацького загону до Заслава, 31 травня Анджей Фірлей перейшов Горинь, розташував табір поблизу Заслава.

Коронні підрозділи А.Суходольського, збираючи відомості про козацькі загони, несподівано для себе зіткнулись з «великими силами» козаків на чолі із Іваном Донцем та Михайлом Таборенком, які прямували до Заслава для захоплення переправи через Горинь. Коронний полк (500 осіб) не зумів перемогти «два сильні полки» козаків. Після першої сутички Анджей Фірлей надіслав на підкріплення 8 корогов, 800 драгунів, кілька сотень челяді та 2 гармати.

Наступ коронного війська, супроводжуваний пострілами з гармат, натиском кінних драгунів та запеклою рукопашною атакою, змусив козаків відійти до Сульжинців (1 червня). Більшість козаків увійшла в місто; замкнулись, оборонялись. Після повернення поляків до основного табору під Заславом козацькі загони вийшли з міста і попрямували до Любартова.

Допитуючи полонених, поляки дізналися, що козацькі загони виконували завдання Війська Запорозького: «всіма силами стерегти переправу через Горинь».

## Відьомство
З цією битвою пов'язаний найвідоміший у зв'язку з відьомством епізод Хмельниччини.
Залишилось дві версії тих подій.
Перша належить Самуелю Твардовському; Соломія - сестра козацього ватажка Івана Донця, оборонця міста, перед січею завжди ворожила, віщувала козакам майбутнє. Нібито перед Заславською битвою вона попередила козаків про неминучу поразку. Неслухняні козаки програли битву, відьму-сестру разом з іще однією відьмою заарештували. Другу відьму звали Солоха, буцім вона була особистою відьмою самого гетьмана Богдана Хмельницького, захищала його від зурочення і зачарування. Обох відьом стратили, відрубавши голови.
Автор другої версії Мартин Кучваревич оповідає, що сестра Івана Донця дійсно була відьмою; щоразу перед побоєм виїжджала на герць і те, як завершувався її поєдинок, передвіщало кінець цілої битви. Перед Заславською битвою стала до герцю, але зазнала поразки; кричала братові, щоб тікав. Після цього вона загинула. Козаки програли битву, покинули Заслав, прихопивши іншу відьму. Коли до міста ввійшло коронне військо, виявилося, що там залишилася Солоха — особиста відьма гетьмана Б.Хмельницького, помічниця, коханка, допомагала йому під Пилявцями. Відьму спочатку катували, під час тортур вона нібито весь час засинала, потім спалили.